# Ocno
Nella mitologia greca e romana, Ocno (in greco Ὄκνος?, in latino Ocnus), noto anche con il nome di Bianore, era il figlio del dio Tiberino e dell'indovina Manto.

## Mitologia
Secondo Virgilio fu il fondatore e primo re di Mantova: egli compare tra gli alleati etruschi di Enea nella guerra contro i Rutuli:
(Virgilio, Eneide, X 196-198; traduzione di Annibal Caro)
Per motivi non chiari, dopo la morte Ocno fu destinato al Tartaro, dove fu condannato a intrecciare senza fine una corda di paglia. Come raffigurato nell'immagine di Polignoto, dietro di lui c'è il suo asino che mangia la corda con la stessa velocità con cui essa viene realizzata.
Secondo l'epigrafista Reinhold Merkelbach, la punizione inflitta a Ocno era dovuta al fatto che egli era stato "ritardatario" nel chiedere l'iniziazione ai Misteri Eleusini, ma non ci sono prove dirette di ciò nelle risorse letterarie superstiti. Il filologo classico Ulrich von Wilamowitz-Moellendorff considera la condizione di Ocno come una punizione per la debolezza morale, la mancanza di coraggio e la timidezza nei confronti di ciò che egli concepiva come obbligo di decisione: questo infatti potrebbe avere effetti positivi se tiene lontano dalle azioni malvagie, ma è egoistico perché l'evitare gli ostacoli che richiedono una decisione di agire fondamentalmente non aiuta nessuno. Il filosofo Norbert Wokart rifiuta tuttavia questa nozione e ritiene che Ocno sia solo un'immagine o un mero simbolo, che mostra allegoricamente il creativo e il distruttivo, e astrattamente il fragile equilibrio tra il positivo e il negativo, perché il positivo diventerebbe positivo solo attraverso il contrasto del negativo.
Julius Evola, esoterista italiano, ritiene che la storia sia una rappresentazione simbolica della nascita e della morte dell'uomo come forma di immortalità accidentale, che elude l'individuo. Egli vede Ocno come l'eterna madre, che tesse la corda infinita dell'umanità fino alla bocca dell'asino, che simboleggia la morte.

## Omaggi
- In suo onore è stato così chiamato uno degli elicotteri Chinook CH-47 del Reggimento Antares di Viterbo, città di probabile origine  etrusca. [4]